# Trajni magnet
Trajni magnet, stalni ili permanentni magnet je tvar načinjena od magnetiziranog materijala koji stvara vlastito perzistentno magnetsko polje. Magnetska svojstva tih magneta ostaju nepromijenjena ili tek neznatno promijenjena duže vrijeme i ne ovise o vanjskim utjecajima, kao što je električna struja. Najčešći trajni magneti su feritni magneti, alnico magneti, rijetki zemni magneti i neki prirodni magnetizirani minerali kao što je magnetit.